# Mejaši (serija)
Mejaši su crno-bijela dramska serija scenarista Mladena Kerstnera i redatelja Ive Vrbanića iz 1970. Uz Naše malo misto, to je druga u nizu uspješnih serija dijalektalnog karaktera. Višekratno je reprizirana na televizijskim ekranima.

## O seriji
Nastala je na pozivnom natječaju Televizije Zagreb 1968. Sastoji se od 6 epizoda, a pilot epizoda je emitirana 14. kolovoza 1969. Nakon uspjeha pilot epizode, napisana je cijela serija koja prati zgode i nezgode stanovnika podravskog sela. Snimana je u okolini Ludbrega, u mjestu Hrženica.
Osim Kerstnera i Vrbanića, u stvaranju serije sudjelovali su i Ilija Vukas (snimatelj), Ante Nola (scenograf), Vjera Ivanković (kostimograf) i mnogi drugi, te 40-ak glumaca zagrebačkih i varaždinskog kazališta.

## Glavna glumačka postava
- Mladen Šerment (Imbra Grabarić - Presvetli)
- Eugen Franjković (Martin Škvorc)
- Zvonimir Ferenčić (Franc Ožbolt - Cinober)
- Martin Sagner (Drašek Katalenić - Dudek)
- Marija Aleksić (Cila Grabarić)
- Sanda Fideršeg (Gretica Škvorc)
- Marija Geml (Kata Ožbolt)
- Smiljka Bencet (Regica Katalenić)
- Ljubica Dragić (babica)
- Sunčana Purec (Ivka)
- Julije Perlaki (Štef)
- Joža Šeb (šinter Čvarkeš)
- Zvonimir Torjanac (lugar Pišta)

## Epizode i kratak sadržaj
- Kolinje

Pilot epizoda serije Mejaši, premijerno prikazana na Staru godinu 1970. Dudek i Regica pripremaju kolinje, ali nevolje počinju kad Dudek odškrine vrata staje i pikača pobegne.
- Falinga Imbre Presvetlog

U prvoj epizodi se pojavljuje većina glavnih likova kasnije serije Gruntovčani. Presvetli želi posjeći Dudekovu i Regičinu trešnju koja pravi sjenu njegovu vinogradu. Ručak pripremljen za komisiju na kraju pojedu zajedno, ali bez komisije.
- Krčma Grozdu

Presvetli se domišljava kako bez gradnje kuća i tvornica donijeti novac i zaradu selu. Nagovara Martina da otvori krčmu u kojoj će prodavati vino. Dobru zaradu donosit će i konobarica koju dovodi Presvetli, a zbog koje će muškarci hrliti u krčmu. Nitko od njih ne zna tajnu koju krije konobarica.
- Parade mora biti

Štef, Cinoberov sin piše pismo Ivkici, Martinovoj kćeri da se vraća kući iz kratkotrajnog rada u tuđini. Sprema se njihovo vjenčanje, ali se njihove obitelji ne mogu dogovoriti oko miraza. U pregovorima i trgovini skoro izbija svađa koju spašava Presvetli koji kaže da dok je nas živih, parade mora biti, i parade bu.
- Vatrogasci

Seosko vatrogasno društvo obilježava obnovu djelovanja, i sprema se parada. Nužno je obnoviti znanje iz vatrogastva, kao i vježbati za samu paradu. Presvetli je izabran za komandira, ali to nije po volji Cinoberu koji će stvari uzeti u svoje ruke kad Dudek bude u nevolji. Na kraju će se naći kompromisno rješenje za komandira.
- Coprija

Seoski šinter Čvarkeš volio je popiti, a kad je pretjerao, nastali su problemi. S obzirom na to da nije volio crne mačke, u povratku iz krčme jedne večeri izvrijeđao je susjede, što mu se vrlo brzo osvetilo.
- Pogan

Štef i Ivkica su dobili sina. Kao i kod vjenčanja, tako i u ovoj prigodi roditelji i rodbina pokušavaju voditi glavnu ulogu. Kamen smutnje ovaj put je krštenje i ime djeteta oko kojeg se nikako ne mogu dogovoriti. Kao i puno puta do sada, Presvetli je taj koji nalazi rješenje.

## Vanjske poveznice
- Martin Sagner, legendarni Dudek iz Gruntovčana: Sve naše dobre TV serije su u dijalektu!  Arhivirana inačica izvorne stranice od 16. kolovoza 2014. (Wayback Machine) Jutarnji list, objavljeno 24. travnja 2011.
- Fajn puce Mejašice Studio, listopad 1970.